# Taken by Force
Taken by Force ist das fünfte Studio-Album der deutschen Hard-Rock-Band Scorpions, welches Ende des Jahres 1977 in Europa und im Januar 1978 auch z. B. in den USA veröffentlicht wurde. Als letztes Studio-Album mit dem Lead-Gitarristen Uli Jon Roth kann es als Abschluss einer Ära angesehen werden, da Roth sich von je her stark am Songwriting beteiligte und mit seinem Jimi-Hendrix-artigen Gitarrenspiel (nach Roths großem Vorbild) stark den Stil der Gruppe in den 1970er Jahren mitgeprägt hat. Des Weiteren ist hier erstmals Herman Rarebell am Schlagzeug zu hören, der schließlich die nächsten 20 Jahre Mitglied der Scorpions blieb.

## Entstehung, Merkmale und Bedeutung

### Produktionsgeschichte
Zwischen Juni und Oktober 1977 war es für die Band wieder Zeit ein neues Album aufzunehmen. Der Belgier Rudy Lenners musste hier jedoch aus gesundheitlichen Gründen die Band verlassen, woraufhin schließlich Herman Rarebell als neuer Schlagzeuger der Band engagiert worden war. Wieder in Dieter Dierks’ Kölner Studios unter dessen Leitung produziert, zeichnete sich neben dem kurzfristig entlassenen Lenners ein weiterer Ausstieg ab: Der Lead-Gitarrist Uli Jon Roth gab der Band bei den Aufnahmen seinen Ausstieg bekannt, da er sich mit dem musikalischen Weg der Scorpions nicht mehr identifizieren konnte. „Während der Virgin Killer-Tour hatte Uli seinen großen Traum erlebt“, verriet Bandgründer Rudolf Schenker Jahre später. „Wir spielten im Londoner Marquee, und Uli lernte dort Monika Dannemann (die letzte Hendrix-Freundin) kennen. Von da an war für ihn klar, dass er mit der Scorpions-Geschichte nichts mehr am Hut haben, und sich anderweitig orientieren wollte. Wir versuchten gar nicht erst, ihn umzustimmen.“ Demnach verließ Roth nach der an das Album anschließenden Japan-Tournee die Gruppe. Herman Rarebell, der auf diesem Album das erste Mal mit den Scorpions trommelte, urteilte im Jahr 1980 gegenüber dem Musikexpress über dieses Album: „Die (Platte) hat mir überhaupt nicht gepasst. Das war keine Gruppe, das war Ulrich Roth und Begleitband. Uli war für die Scorpions als Instrumentalist einfach zu stark.“

### Musikalischer Stil
Auf Taken by Force geht die Band wieder in eine etwas andere Richtung als bei den beiden Vorgängern. Waren diese von meist recht einfach strukturierten und relativ kurzen Stücken (ohne Ausnahmen) geprägt, so zeigt sich die Band hier wieder deutlich vielfältiger und experimentierfreudiger, auch was die Instrumentierung betrifft (Beispiel: Born to Touch Your Feelings). Hier treten wieder Lieder mit etwas Überlänge und zum Teil etwas komplexeren Strukturen auf. So ist z. B. We’ll Burn the Sky eine knapp sechseinhalb-minütige Komposition, die für den mehrmaligen Wechsel von Ballade und Rocksong bekannt ist. Da die Band hier bis auf den Gitarristen Roth bereits in der Besetzung spielt, die schließlich gute anderthalb Jahrzehnte so bestehen blieb und die die erfolgreichsten Jahre der Bandgeschichte begründete, ist dieses Werk der Roth-Ära am ehesten mit späteren Werken der Band zu vergleichen. Anhand der Tatsache, dass Roth hier nicht mehr, wie bei den letzten drei Alben der Band, als Sänger auftritt bzw. auch die alleine von Roth geschriebenen Songs von Klaus Meine gesungen werden, kann man erkennen, dass Roth seinen Ausstieg aus der Band 1978 längerfristig geplant hat und er sich auf diesem Album musikalisch eher zurückzuziehen scheint.

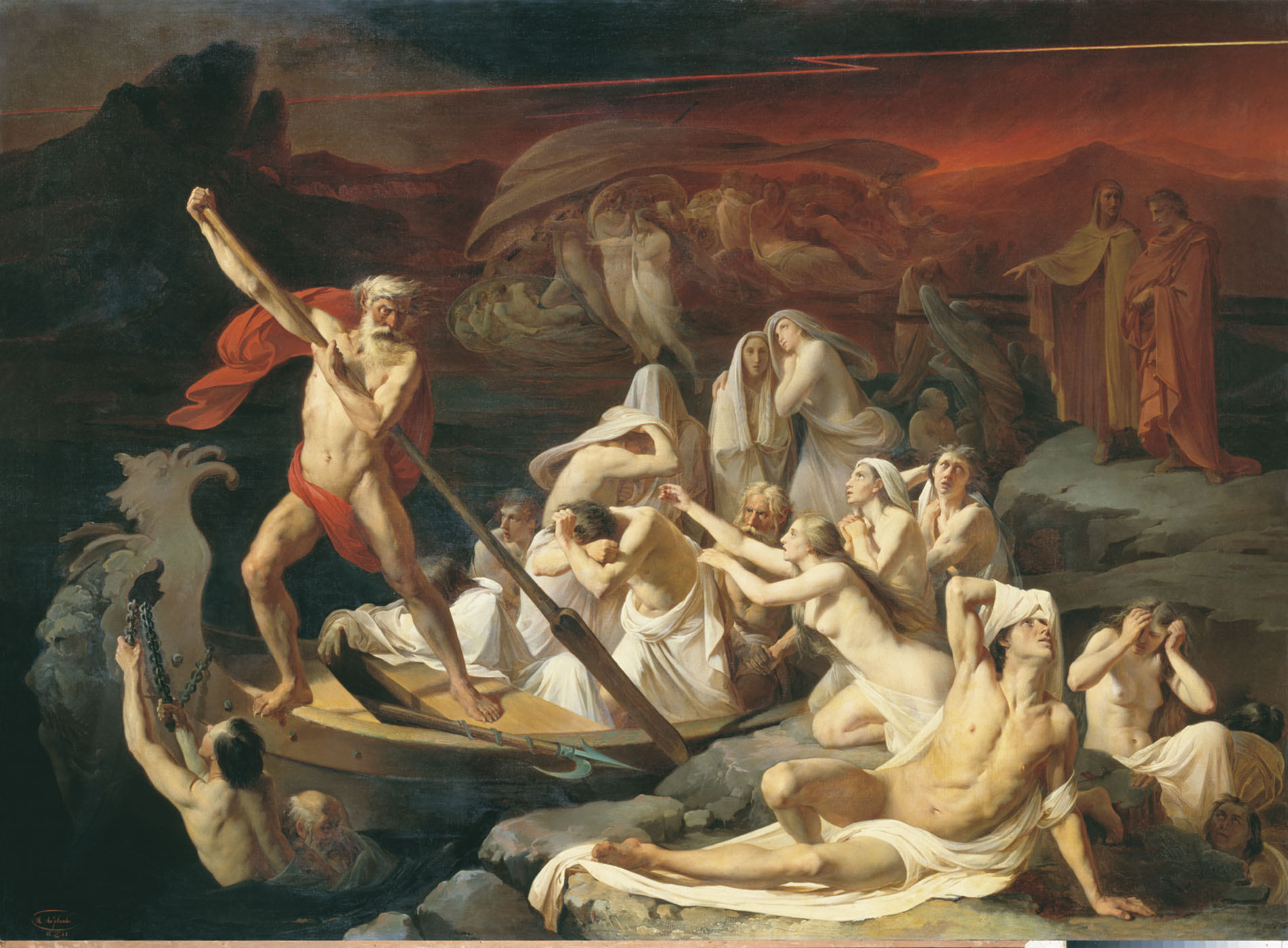
Alexander Litovchenkos Interpretation der griechischen Mythologiefigur Charon, welche sich im Text des Liedes „The Sails of Charon“ wiederfindet (1861)

### Songwriting und Merkmale der Texte
Die Autoren der Texte sind auch hier relativ unterschiedlich. So ist Ulrich Roth lediglich an drei der acht Liedern als Autor beteiligt (womöglich ein weiteres Zeichen seines musikalischen „Rückzuges“). Außerhalb der Kompositionen von Roth wurden alle Lieder von Rudolf Schenker komponiert, was sich im Großen und Ganzen bereits zuvor herauskristallisiert hat und bis heute auch der Regelfall ist. Der neue Schlagzeuger Herman Rarebell ist bereits auf seinem ersten Album mit der Band als (Teil-)Autor eines Textes aufgetreten – bei dem Lied He’s a Woman – She’s a Man.
Eine für dieses Album große Bedeutung stellt das Lied We’ll Burn the Sky dar, das nicht nur in seiner musikalischen Struktur, sondern auch hinsichtlich seines Textes eine Besonderheit für die Band darstellt. So ist dieser Text, wie für Scorpions-Texte im Allgemeinen meist eher unüblich, von keinem unmittelbaren Bandmitglied, sondern von Monika Dannemann, der letzten Lebensgefährtin des 1970 verstorbenen Jimi Hendrix, geschrieben worden und ist demnach von der Band zu Ehren Hendrix’ gewidmet worden. Da Roth, der Hendrix als sein großes Idol nennt, zu Zeiten der Aufnahmen dieses Albums bereits kein wirkliches Interesse mehr an dem Hard Rock hatte, den die Scorpions in dieser Zeit spielten, lässt sich vermuten, dass dieses Lied womöglich das Einzige war, das ihn noch ein Album (und ein Live-Album) länger in der Band bleiben ließ.
Ein weiterer erwähnenswerter Text ist das von Uli Jon Roth geschriebene Stück „The Sails of Charon“, welcher sich mit der gleichnamigen Gestalt aus der Griechischen Mythologie beschäftigt. Charon brachte nach griechischen Überlieferungen die Toten über den Fluss Acheron zum Eingang des Hades, dem Totengott und Herrscher der Unterwelt. Roths Text befasst sich hierbei hauptsächlich mit den Gefühlen der Toten auf den Weg in die Unterwelt.

### Albumcover
Wie auch bei den meisten zuvor veröffentlichten Albencovern der Band existieren auch von diesem Cover zwei unterschiedliche Versionen, da die ursprüngliche Version zensiert werden musste. Das eigentliche Cover, zum dritten Mal in Folge von Michael von Gimbut fotografiert, zeigt zwei Jungs auf einem Friedhof, die sich mit Revolvern zwischen zahlreichen Kreuzen „bekriegen“ (bzw. auf kindliche Art so tun als ob). Zwar wurde laut Uli Jon Roth auch hier keine „böse“ Absicht von der Band verfolgt, doch wie so oft wurde offensichtlich die Absicht der Band in der Öffentlichkeit falsch verstanden. Daher wurde auch dieses ursprüngliche Cover durch ein anderes ersetzt, welches im oberen Bereich das Logo der Band in fünffacher Ausführung nebeneinander zeigt, darunter befinden sich Einzelporträts der Bandmitglieder, auf deren Foto unterhalb jeweils der vollständige Name des jeweiligen Musikers zu lesen ist (von links nach rechts: Rudolf Schenker, Uli Jon Roth, Klaus Meine, Herman Rarebell und Francis Buchholz). Kurz darunter befindet sich ein relativ großer Schriftzug mit dem Albumtitel, welcher auf drei einzelne Zeilen (ein Wort pro Zeile) verteilt ist. Der restliche Anteil des Covers ist in schwarz gehalten. Bevor 2001 eine neu-gemasterte CD-Version erschien, war bei diesem Cover zuvor bei jedem Mitglied rechts auch ein Schriftzug der Plattenfirma RCA zu sehen, dieser wurde seither allerdings entfernt.

### Tournee
Zur Promotion des Albums gingen die Scorpions mit dem Album auf Tournee. Diese Tour führte die Band u. a. durch Deutschland, die Niederlande und Japan. Im Jahr 1978 erschien mit Tokyo Tapes ein auf dieser Tournee aufgezeichnetes Live-Album der Gruppe.

### Kritik, Verkauf und Auszeichnungen
Der Record Mirror urteilte: „Scorpions ist eine der wenigen Bands in diesem Genre mit der Fähigkeit, einen in Mark und Bein zu erschüttern und den Zuhörern Wonneschauer über den Rücken zu jagen. Es ist natürlich der reinste präpotent angeberische Eskapismus, den wir von Zeit zu Zeit brauchen. Dabei verdient es die Gruppe wirklich ernst genommen zu werden.“ Christof Leim, Autor beim Metal Hammer, kam beim Hören von Taken by Force zu folgender Kritik: „Das letzte und beste Werk der Uli Jon Roth-Phase. Die Mixtur aus reifer Kompositionskunst, eingängigen Melodien, eigenständigem Gesang und Selbstbewusstsein sorgt für etliche Klassiker.“ (Metal Hammer-Bericht „40 Jahre Scorpions“, September 2009)
Wie auch das Vorgängeralbum erhielt Taken by Force Gold in Japan. Weltweit wurden von dem Album über eine Million Exemplare verkauft.

## Titelliste
1. Steamrock Fever (Schenker/Meine) – 3:37
2. We’ll Burn the Sky (Schenker/Monika Dannemann) – 6:26
3. I’ve Got to Be Free  (Roth) – 4:00
4. The Riot of Your Time (Schenker/Meine) – 4:09
5. The Sails of Charon (Roth) – 4:23 (5:16)
6. Your Light (Roth) – 4:31
7. He’s a Woman – She’s a Man (Schenker/Meine, Rarebell) – 3:15
8. Born to Touch Your Feelings (Schenker/Meine) – 7:40

## 50th Anniversary Deluxe Edition - Bonustracks
1. Suspender Love – 3:21
2. Busy Guys [Unreleased Demo Version] – 4:24
3. Believe In Love [Unreleased Demo Version] – 3:42
4. Midnight Blues Jam [Unreleased Demo Version] – 4:08
5. Blue Dream [Unfinished Instrumental Version] – 4:09
6. Born To Touch Your Feelings [Unreleased Demo Version] (Schenker/Meine) – 5:03

## Single-Auskopplungen
Das Lied He’s a Woman – She’s a Man erschien 1977 zusammen mit der seltenen B-Seite Suspender Love als Single.

## Unterschiede späterer Veröffentlichungen
Das Album wurde am 24. August 2001 zusammen mit weiteren, älteren Scorpions-Alben, in einer remastered Edition herausgebracht und enthält folgende Bonus-Tracks:
- Suspender Love (B-Seite der Single He’s a Woman – She’s a Man) – 3:20
- Polar Nights (Live-Version aus dem Album Tokyo Tapes) – 6:56

Das Stück Polar Nights wurde im Rahmen der Neuveröffentlichung als Einzel-CD des ursprünglichen Doppel-Albums Tokyo Tapes aus Platzgründen auf diese CD  als Bonustrack übertragen.
Des Weiteren ist auf den meisten Veröffentlichungen eine kürzere, geschnittene Version des Liedes The Sails of Charon enthalten. Die ursprüngliche Länge dieses Liedes beträgt 5 Minuten und 16 Sekunden und enthält diverse „psychedelische“ Soundeffekte. Auf CD ist diese längere Version zunächst nur auf einer im Jahr 2010 ausschließlich in Japan herausgebrachten Version des Albums, ehe sie 2015 auf der 50th Anniversary Deluxe Edition des Albums auch weltweit genutzt wurde.

## Andere Songversionen und Live-Aufnahmen
Auf dem 1992 veröffentlichten Remix-Album Still Loving You ist u. a. auch ein Remix des Songs Born to Touch Your Feelings enthalten. Dieser Song wurde zudem für das Album MTV Unplugged - in Athens von 2013 in einer rein akustischen Version eingespielt. Das Lied We’ll Burn the Sky präsentierte die Band im Jahr 2000 im Rahmen ihres Projektes Moment of Glory im Jahr 2000 zusammen mit den Berliner Philharmonikern in einer neuen Version. Diese ist auf der DVD zum Konzert enthalten.
Das Live-Album Tokyo Tapes aus dem Jahre 1978 enthält u. a. Live-Versionen der Songs We’ll Burn the Sky, Suspender Love, He’s a Woman, She’s a Man und Steamrock Fever. Der 2009 aufgezeichnete USB-Stick A Night to Remember – Live in Essen enthält eine Live-Aufnahme von We’ll Burn the Sky, welche mit Uli Jon Roth als Gast gespielt wurde.

## Cover-Versionen
- He’s A Woman – She’s A Man wurde von Helstar (1988), Helloween (1999), Evil Dead (1991), John Corabi (2004) und Udo Dirkschneider (2022) gecovert.
- Steamrock Fever wurde von Phil Lewis (2004) gecovert.
- The Sails Of Charon wurde von Yngwie Malmsteen (1996), Testament (1997), Joop Wolters (2003) und Uli Jon Roth (2015) gecovert.[6] Kirk Hammett spielte Teile des Songs bei seinem Gitarrensolo bei Konzerten von Metallica.